# Geometria conforme
Em matemática, geometria conforme é o estudo do conjunto de transformações de um ângulo-conforme em um espaço. Em duas dimensões reais, a geometria conforme é precisamente a geometria das superfícies de Riemann. Em mais de duas dimensões, geometria conforme pode se referir tanto ao estudo das transformações dos ângulos no espaço (como espaços euclidianos ou esferas), ou, mais comumente, para o estudo das variedades conformes que estão dentro das variedades de Riemann com uma classe de métricas definidas em escala. Estudo dessas estruturas é às vezes chamado de geometria Möbius, e é um tipo de geometria de Klein.

## Grupo conforme
Em um espaço vetorial (com um produto simétrico um ângulo pode ser definido), o grupo conforme é o grupo que preserva o ângulo. Para espaços euclidianos, este é denotado por CO, abreviatura de conformal orthogonal group, sendo igual ao grupo ortogonal multiplicado por dilatações.